# Melpomene albicans
Melpomene albicans är en stensöteväxtart som beskrevs av Lehnert. Melpomene albicans ingår i släktet Melpomene och familjen Polypodiaceae. Inga underarter finns listade.